# Veronicastrum
Veronicastrum é um género botânico pertencente à família Plantaginaceae. Tradicionalmente este gênero era classificado na família das Scrophulariaceae.

## Sinonímia
Botryopleuron, Calorhabdos, Leptandra

## Espécies
Apresenta 35 espécies:
| - Veronicastrum album - Veronicastrum alpinum - Veronicastrum axillare - Veronicastrum borissovae - Veronicastrum brunonianum - Veronicastrum caulopterum - Veronicastrum cerasifolium - Veronicastrum dentatum - Veronicastrum diversifolium - Veronicastrum formosanum - Veronicastrum incisum - Veronicastrum japonicum | - Veronicastrum kitamurae - Veronicastrum laciniatum - Veronicastrum latifolium - Veronicastrum liukiuense - Veronicastrum longispicatum - Veronicastrum lungtsuanense - Veronicastrum plukenetii - Veronicastrum prostratum - Veronicastrum rhombifolium - Veronicastrum robustum - Veronicastrum rubellum - Veronicastrum sachalinense | - Veronicastrum serpyllifolium - Veronicastrum sibiricum - Veronicastrum simadai - Veronicastrum stenostachyum - Veronicastrum tagawae - Veronicastrum tubiflorum - Veronicastrum venosum - Veronicastrum villosulum - Veronicastrum virginicum - Veronicastrum yamatsutae - Veronicastrum yunnanense |